# (395413) 2011 SE163
(395413) 2011 SE163 es un asteroide perteneciente al cinturón de asteroides, región del sistema solar que se encuentra entre las órbitas de Marte y Júpiter.
Fue descubierto el 23 de septiembre de 2011 por el equipo del proyecto Spacewatch desde el observatorio Nacional de Kitt Peak.

## Designación y nombre
Designado provisionalmente como 2011 SE163.

## Características orbitales
(395413) 2011 SE163 está situado a una distancia media del Sol de 2,770 ua, pudiendo alejarse hasta 2,885 ua y acercarse hasta 2,656 ua. Su excentricidad es 0,041 y la inclinación orbital 5,779 grados. Emplea 1683,96 días en completar una órbita alrededor del Sol.

## Características físicas
La magnitud absoluta de (395413) 2011 SE163 es 16,99.